# Flaga rejonu jaworowskiego
Flaga rejonu jaworowskiego (ukr. Прапор Яворівського району) – oficjalny symbol rejonu jaworowskiego, w obwodzie lwowskim na Ukrainie.
Flaga została zaprojektowana przez heraldyka Andrija Greczyło i 11 stycznia 2002 roku zatwierdzona przez radę rejonową jako oficjalny symbol rejonu.
Flaga rejonu jaworowskiego jest w proporcjach 2:3, i składa się z trójdzielnych kolorów – ciemnoniebieskiego, żółtego i ciemnoniebieskiego (w proporcji 1:3:1), na żółtym polu stylizowany zielony liść jaworu.
Jaworowy liść jest nominalnym symbolem i wskazuje na nazwę rejonu – od miasta Jaworów. Zielony kolor oznacza lasy, żółty – pola uprawne, a niebieski – jeziora i rzeki rejonu.